# Zheng Junli
Zheng Junli (6 de dezembro de 1911 – 23 de abril de 1969) foi um ator e diretor nascido em Xangai e que ganhou destaque em a idade de ouro do Cinema Chinês. Seus filmes Primavera, os Fluxos dos rios East e Corvos, Pardais são amplamente considerados clássicos do cinema Chinês. Ele foi severamente perseguidos durante a Revolução Cultural e morreu na prisão.

## Biografia
Zheng nasceu em uma empobrecida família, muitas vezes, perseguidos pelos credores. Em idades precoces, ele mostrou grande interesse na leitura e na arte de realizar. Ele deixou o ginásio em segundo grau e entrou na "Escola de Arte Nanguo", conduzido por Tian Han e estudou comédia.
Durante a década de 1930, Zheng foi um ator sob contrato com Lianhua Filme Empresa. Enquanto com Lianhua, desempenhou diversas funções, nomeadamente como o amor-interesse Yu Haichou no filme Novo de Mulheres em frente Ruan Lingyu.
Após a Guerra Sino-Japonesa Zheng começou a concentrar seus esforços na direção, mais notavelmente com A Primavera, Rio de Fluxos de Leste (co-dirigido com Cai Chusheng) (1947) e seu anti-Kuomintang polêmica Corvos, Pardais (1948). Em 1957, o último foi premiado com Excelente Movie Award de primeira classe (1949-1955) pelo Ministro da Cultura da república popular da China.

## Filmografia selecionada

### Como diretor
| Ano  | Título Em Inglês                    | Título Chinês                                                   | Notas                                 |
| ---- | ----------------------------------- | --------------------------------------------------------------- | ------------------------------------- |
| 1947 | A Primavera, Rio De Fluxos De Leste | 一江春水向東流                                                  | Co-dirigido com Cai Chusheng          |
| 1949 | Corvos, Pardais                     | 烏鴉與麻雀                                                      |                                       |
| 1951 | O Casal                             | 我們夫婦之間                                                    | Também conhecido como Marido e Mulher |
| 1955 | Canção Jingshi                      | 宋景詩                                                          | Também conhecido como Rebeldes        |
| 1958 | Lin Zexu                            | 林則徐                                                          |                                       |
| 1959 | Nie Er                              | 聶耳                                                            |                                       |
| 1961 | A primavera Vem para a Árvore Secou | 枯木逢春                                                        |                                       |
| 1964 | Li Shanzi                           | Zheng do último filme, nunca lançado, devido a razões políticas |                                       |

### Como ator
| Ano  | Título Em Inglês             | Título Chinês | Função                    |
| ---- | ---------------------------- | ------------- | ------------------------- |
| 1932 | Wild Rose                    | 野玫瑰        | Xiao Li                   |
| 1932 | Cor-De-Rosa Do Sonho         | 粉紅色的夢    | Li o primeiro amigo       |
| 1933 | O Sangue da Paixão no Vulcão | 火山情血      | Canção De Ke              |
| 1934 | A Grande Estrada             | 大路          | Zheng Jun                 |
| 1934 | Novas Mulheres               | 新女性        | Yu Haichou                |
| 1935 | Canção da China              | 天倫          | Sol Yutang como um adulto |
| 1935 | Nacional Das Alfândegas      | 國風          | Chen Zuo                  |
| 1936 | Membros Da Família           | 孤城烈女      | Zhang Zhengke             |